# Стрёмсхейм, Эндре
Эндре Стрёмсхейм (норв. Endre Strømsheim; род. 5 сентября 1997, Осло) — норвежский биатлонист, двукратный чемпион мира 2025 года, трёхкратный чемпион Европы.

## Карьера
Эндре Стрёмсхейм родился 5 сентября 1997 года в Осло. Сначала активно занимался лыжным спортом. Принимал участие в чемпионате Норвегии, на котором занял 48 место. В дальнейшем перешёл в биатлон.
В 2017 году Стрёмсхейм выступал на чемпионате мира среди юниоров по биатлону, выиграл золото в эстафете и серебро в спринте. В последующие годы норвежский биатлонист выступал в Кубке IBU, в котором стал победителем восемнадцати гонок.
С 2019 года Стрёмсхейм четыре раза в составе норвежской сборной принимал участие в чемпионатах Европы. С каждого турнира привозил медаль, став трёхкратным чемпионом Европы.
В Кубке мира дебютировал в сезоне 2018/2019 годов на этапе в Осло. Первый подиум для норвежца случился спустя 4 года в Чехии — третье место в смешанной эстафете. На следующем этапе в Эстерсунде последовала и дебютная победа.
В Ленцерхайде на чемпионате мира 2025 года в составе норвежской четвёрки завоевал золотую медаль в эстафете, а на следующий день стал чемпионом мира в масс-старте.

## Выступления

### Чемпионаты мира
| Соревнование     | Индивидуальная | Спринт | Преследование | Масс-старт | Эстафета | Смешанная эстафета | Сингл-микст |
| ---------------- | -------------- | ------ | ------------- | ---------- | -------- | ------------------ | ----------- |
| 2023 Оберхоф     | 15             | 22     | 13            | 15         | -        | -                  | -           |
| 2024 Нове-Место  | 21             | 20     | 8             | -          | -        | -                  | -           |
| 2025 Ленцерхайде | 9              | 7      | 8             | 1          | 1        | -                  | -           |

## Кубок мира

### Победы в личных гонках на Кубке мира, Олимпийских играх и чемпионатах мира
| # | Сезон   | Дата            | Место       | Соревнование        | Дисциплина               |
| - | ------- | --------------- | ----------- | ------------------- | ------------------------ |
| 1 | 2023/24 | 6 января 2024   | Оберхоф     | Кубок мира          | Гонка преследования (1)  |
| 2 | 2024/25 | 3 декабря 2024  | Контиолахти | Кубок мира          | Индивидуальная гонка (1) |
| 3 | 2024/25 | 23 февраля 2025 | Ленцерхайде | Чемпионат мира (12) | Масс-старт (1)           |